# Урняк (Бірський район)
Урня́к (рос. Урняк, башк. Үрнәк) — присілок у складі Бірського району Башкортостану, Росія. Входить до складу Маядиковської сільської ради.
Населення — 19 осіб (2010; 18 у 2002).
Національний склад:
- башкири — 100 %